# Наука в Стародавньому Єгипті

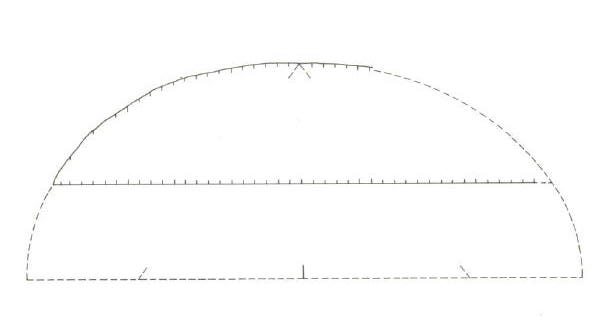
Еліпс Рамсеса

Наука в Стародавньому Єгипті — сукупність певних знань давніх єгиптян у різних галузях, насамперед астрономії, медицині, математиці, в яких досягнуто значних здобутків.

## Загальна характеристика
Практичні завдання вимірювання земельних ділянок після повеней Нілу, обліку і розподілу зібраного врожаю, складних розрахунків при будівництві храмів, гробниць і палаців сприяли розвитку математики. Також потреби релігійного змісту сприяли розвитку астрономії поруч з розвитку математики. Необхідність підтримувати здоров'я фараона, вищої знаті, здійснення їх муміфікації викликало бурхливий розвиток анатомії та медичних знань.
Вплив релігійного світогляду не сприяло розвитку наукових знань про суспільство. Втім існував інтерес єгиптян до своєї історії, що призводило до створення праць на кшталт історичних творів.

## Математика
Найдавніші давньоєгипетські математичні тексти відносяться до початку II тисячоліття до н. е. Математика тоді використовувалася в астрономії, мореплаванні, при будівництві будівель, гребель, каналів і військових укріплень. Грошових розрахунків, як і самих грошей, у Єгипті не було. Єгиптяни писали на папірусі, який зберігається погано, і тому наші знання про математику Єгипту істотно менші, ніж про математику Вавилону або Греції. Ймовірно, вона була розвинена краще, ніж можна уявити, виходячи з збережених до наших часів документів — відомо, що грецькі математики вчилися у єгиптян.
Визначення початку, максимуму і закінчення підйому води в Нілі, термінів посівів, визрівання зерна і жнив, необхідність у вимірі земельних ділянок, межі яких доводилося відновлювати після кожного розливу, вимагали математичних обчислень.
Стародавні єгипетські тексти могли бути написані або в ієрогліфах або в письменах. Використовувалася непозиційна система числення. В будь-якому уявленні система числення завжди давала в основі 10. Цифра 1 була зображена простим штрихом, цифру 2 представляли два штрихи. У чисел 10, 100, 1000, 10,000 і 1,000,000 були свої власні ієрогліфи. Число 10 — це путо для худоби, число 100 являє собою спіральний канат, число 1000 являє собою квітку лотоса, число 10, 000 представлене пальцем, число 100.000 представлене жабою, 1 мільйон було представлено божеством, що сиділо навшпиньках, з піднятими руками.

## Хімія
В Стародавньому Єгипті не існувало оформленої хімічної науки. Воно було пов'язано з виробленням фаянсу, фармації та косметики.
Глазурування фаянсових виробів спочатку здійснювалося сумішшю соди і фарбувальних домішок оксидів металів, переважно малахітового або азуритового борошна. Пізніше стали готувати спочатку суху глазур сплавом соди, місцевого піску, що містив солі кальцію і фарбувальних домішок.
Фармацевтичні рецепти давніх єгиптян не вважають суто хімічними, оскільки вони присвячені засобам вилучення з рослин різних соків і масел. Втім вони дають уявлення щодо операцій виварювання, настоювання, вичавлювання, зброджування, проціджування, свідчить про освіченість давньоєгипетських майстрів з численними операціями, які увійшли згодом в арсенал методів, що застосовуються в хімічних лабораторіях.

## Астрономія
Давні єгиптяни добре вивчили видиме простим оком зоряне небо. Вони розрізняли нерухомі зірки і блукаючі планети. Зірки були об'єднані в сузір'я і отримали імена тих тварин, контури яких, на думку жерців, вони нагадували, зокрема «бик», «скорпіон», «гіпопотам», «крокодил» та ін.
Були складені досить точні каталоги зірок, карти зоряного неба. Одна з найбільш точних і докладних карт зоряного неба поміщена на стелі гробниці Сенмута, фаворита цариці Хатшепсут. Науковим й технічним досягненням був винахід водяних і сонячних годинників. Цікавою особливістю давньоєгипетської астрономії був її раціональний характер, відсутність астрологічних домислів, настільки звичайних, зокрема для вавилонян.

### Календар
Великим досягненням стародавніх єгиптян було складання досить точного календаря, побудованого на ретельних спостереженнях над небесними світилами, з одного боку, і режимом Нілу — з іншого. Рік ділився на три сезони по чотири місяці кожен. Місяць складався з трьох декад по 10 днів.
У році було 36 декад, присвячених сузір'ям, названим на честь божеств. До останнього місяця додавали 5 додаткових днів, що дозволяло поєднувати календарний і астрономічний рік (365 днів). Початок року збігався з підйомом води в Нілі, тобто з 19 липня, днем сходу найбільш яскравої зірки — Сіріуса.
Добу ділили на 24 години, хоча величина години була не постійною, а коливалася в залежності від пори року. Так, влітку денні години були довгими, нічні — короткими, а взимку навпаки.
В середині II тис. до н. е. з'явився новий метод визначення нічного часу по моментам проходжень особливих часових зірок через меридіан і прилеглі до нього вертикаль. Його датування, вироблена на підставі даних про геліакичному сході Сотіс, дає епоху, близьку 1500 року до н. е.

## Медицина
По всій Передній Азії славилися своїм мистецтвом єгипетські лікарі. Їх високої кваліфікації безперечно сприяв широко поширений звичай муміфікації трупів, під час якої лікарі могли спостерігати і вивчати анатомію людського тіла і його різних органів.
Показником великих успіхів єгипетської медицини є той факт, що дотепер збереглося 10 медичних папірусів, з яких справжніми енциклопедіями є великий медичний папірус Еберса (сувій завдовжки у 20,5 м) та хірургічний папірус Едвіна Сміта (сувій завдовжки у 5 м).

## Історія
Найбільш звичними формами таких творів були літописи, які містять перелік над царями династій і запис найбільш значних подій, що трапилися в правління фараонів (висота підйому Нілу, будівництво храмів, військовий похід, обмір площ, захоплена здобич).
Сучасні історики вважають, що деякі біографічні або автобіографічні тексти є дуже важливими історичними документами. Так, біографічні стели, що встановлені в молитовнях гробниць військових полководців, що жили при Тутмосі III, надають велику частину інформації стосовно війн того часу в Сирії і Палестині. Так, на сьогодні зберігся фрагмент літопису стосовно панування перших п'яти династій (Палермський камінь). Туринський царський папірус містить список єгипетських фараонів до XVIII династії.
Стосовно військових кампаній цього часу зберігають у так звані «Хроніки Тутмоса III», висічені на низці архітектурних пам'яток, які були побудовані в період його панування. Хроніки Рамсеса II описують битву при Кадеш проти хетських військ і є першою епічною поемою в давньоєгипетській літературі, що відрізняється від всіх попередніх поезій, що призначалися лише для святкувань.